# 天鳳名人戦
天鳳名人戦（てんほうめいじんせん）は、オンライン麻雀「天鳳」において、年間を通して行われるタイトル戦。毎年、天鳳位を始めとする天鳳の強者と強豪プロ雀士が全11節（第四期までは全10節）にわたって、戦いを繰り広げる。また、対局はニコニコ生放送（麻雀スリアロチャンネル）およびYouTube（麻雀プロ団体LIVEチャンネル）において生配信され、プロ雀士や著名な天鳳プレイヤーらをゲストに招いての解説と実況（担当は小林未沙）が行われる。

## 基本ルール
- 4人打ち東南戦、喰い断アリ、赤牌は3枚（五萬/五筒/五索に各1枚・ドラ扱い）、サドンデスなし
- 30,000点持ちの30,000点返し
- 順位ウマは50-20-0-▲70（第一期のみ、30-10-▲10-▲30）
- 点数がマイナスで飛び終了、マイナス点数も集計
- 切り上げ満貫は採用しない。30符4翻は、子が7700点・親が11600点。
- 点数は100点単位で集計し、1000点を+1とする。（第二期までは、小数点以下は四捨五入）
- 親は聴牌連荘。流局時に親の手牌が聴牌形であれば、自動的に連荘。
- 形式聴牌あり。5枚目を待つ聴牌あり（打牌選択可能な手牌で4枚使用している牌を除く）。
- ラス親トップの自動和了り止め、自動聴牌止めあり
- 終了時の供託はトップ取り
- 終了時に同点の場合は東1局の風順で順位を決定
- 連風牌は4符、嶺上ツモも2符加算
- 2飜縛りなし、常に1飜縛り
- 途中流局（九種九牌/四家立直/三家和了/四槓散了/四風連打）あり。すべて連荘。
- 流し満貫あり。聴牌清算を満貫清算に代替。親の聴牌で連荘。自分の河が鳴かれていない場合に成立。自分が鳴いた場合でも成立。
- ダブロンあり。積み棒/供託は上家取り。和了者に親が含まれれば連荘。
- 大三元/大四喜のパオあり。複合役満を含む得点を、ツモ＝全額・ロン＝折半で支払う。積み棒は包。四槓子のパオはなし。
- 国士無双の暗槓和了なし。十三面待ちは、和了牌を一種でも切っていれば振聴。
- 立直宣言は得点が1000点以上でツモ巡がある場合に可能。
- 立直宣言牌で放銃した場合は供託料は発生しない。
- 振聴立直あり。立直後の当たり牌見逃しは以降振聴。
- 立直後の待ちが変わる暗槓不可、送り槓不可、牌姿が変わる暗槓あり。
- カンドラ/カン裏あり。カンドラは、暗槓は即乗り、明槓/加槓は後めくり（打牌または続く嶺上の直前）
- 対局途中における回線落ちは続行。
- 無断欠場時のペナルティは、戦績ポイント▲100。（第六期より採用）
- 各節ポイントは持ち越しとするが、八節終了時にポイントを半分(小数第2位切り上げ)にする（第十期にて採用）

## 歴代天鳳名人位
- 氏名左の[]は最終節開始時の順位。また、氏名右の()は通算在位数。

| 期 | 年   | 通算               | 通算   | 通算          | 通算  | 通算               | 通算  | 通算            | 通算   | 備考   |
| 期 | 年   | 名人位             | 名人位 | 2位           | 2位   | 3位                | 3位   | 4位             | 4位    | 備考   |
| 期 | 年   | 選手名             | 得点   | 選手名        | 得点  | 選手名             | 得点  | 選手名          | 得点   | 備考   |
| -- | ---- | ------------------ | ------ | ------------- | ----- | ------------------ | ----- | --------------- | ------ | ------ |
| 1  | 2011 | [1]小林剛          | 289.0  | [3]鈴木たろう | 279.0 | [2]福地誠          | 170.0 | [4]（≧▽≦）      | 136.0  | [ 1 ]  |
| 2  | 2012 | [2]小林剛(2)       | 535.0  | [1]石橋伸洋   | 527.0 | [3]coa             | ▲83.0 | [4]ASAPIN       | ▲228.0 | [ 2 ]  |
| 3  | 2013 | [1]石橋伸洋        | 483.6  | [3]小林剛     | 306.6 | [2]福地誠          | 117.1 | [4]多井隆晴     | 82.7   | [ 3 ]  |
| 4  | 2014 | [1]ASAPIN          | 447.4  | [2]太くないお | 201.9 | [4]石橋伸洋        | 188.7 | [3]多井隆晴     | 96.0   | [ 4 ]  |
| 5  | 2015 | [1]就活生@川村軍団 | 754.3  | [2]堀内正人   | 385.1 | [4]石橋伸洋        | 326.6 | [3]ASAPIN       | 129.0  | [ 5 ]  |
| 6  | 2016 | [3]福地誠          | 540.9  | [1]独歩       | 490.5 | [4]小林剛          | 178.0 | [2]コーラ下さい | 168.9  | [ 6 ]  |
| 7  | 2017 | [1]独歩            | 822.6  | [3]中嶋隼也   | 336.0 | [2]トトリ先生19歳  | 329.4 | [4]多井隆晴     | 31.2   | [ 7 ]  |
| 8  | 2018 | [2]ASAPIN(2)       | 443.2  | [3]多井隆晴   | 438.1 | [4]石橋伸洋        | 351.2 | [1]小林剛       | 208.3  | [ 8 ]  |
| 9  | 2019 | [1]福地誠(2)       | 336.6  | [3]醍醐大     | 227.0 | [4]就活生@川村軍団 | 195.6 | [2]おかもと     | 186.7  | [ 9 ]  |
| 10 | 2020 | [1]堀慎吾          | 528.7  | [2]おかもと   | 392.5 | [4]高津圭佑        | 242.7 | [3]独歩         | 70.1   | [ 10 ] |
| 11 | 2021 | [3]おかもと        | 346.2  | [4]yoteru     | 252.0 | [1]（≧▽≦）         | 151.6 | [2]いばらぎ     | 70.1   | [ 11 ] |